# 飛騨市図書館
飛騨市図書館（ひだしとしょかん）は、岐阜県飛騨市古川町本町にある公立図書館。飛騨市役所本庁舎に隣接して建ち、館内には市役所の一部機能も置かれている。
毎月1回「おとなの時間」と題した企画を開催し、若年者への読書普及活動を推進しているほか、あまり予算をかけずにできる多様な利用者増加のための活動を展開している。また2016年（平成28年）公開の新海誠監督のアニメーション映画『君の名は。』の中に登場する図書館のモデルとなっており、映画公開以後、いわゆる聖地巡礼に訪れる人が見られる。

## 建物の概要
飛騨市役所本庁舎に隣接して建ち、市役所西庁舎を取り壊した跡地に建設された。建物は地上4階地下1階建てで、延床面積は7,143m2、プロポーザルで株式会社金沢計画研究所が設計を担当。日本建築家協会優秀作品選2011および2010年優秀照明施設東海支部長奨励賞を受賞している。建物としての別名は「飛騨市西庁舎」、正式名称は「飛騨市図書館複合施設」である。飛騨市役所の一部の部署を並置するほか、多目的ホールや授乳室、会議室も設け、広く市民の交流の場となるよう整備された。事業費は26億4千万円。
図書館として機能する部分は1階にあり、延床面積は2,134m2である。館内は木のぬくもりが感じられるように整備され、太陽光を取り込みやすく設計されている。2階には飛騨市高度情報センターと飛騨市教育委員会、3階には飛騨市役所の各部署や会議室がある。

## 利用案内
飛騨市には本項で扱っている飛騨市図書館のほか、飛騨市神岡図書館もある。市図書館と神岡図書館の館長は兼任である。
館内の図書はICタグによる管理が行われており、自動貸出機による貸し出しができる。
- 所在地：岐阜県飛騨市古川町本町2番22号
  - JR高山本線飛騨古川駅より徒歩5分[16]。
- 貸出制限：飛騨市に居住・通勤・通学している者。
- 貸出可能点数：図書：7冊、AV資料：2点
- 貸出可能期間：2週間
- 予約、リクエスト、複写、レファレンスサービス可能。
- 返却場所：サービスカウンター、ブックポスト（閉館時のみ）
- 開館時間：9時から20時まで（ただし日曜日は17時まで）
- 休館日：月曜日（祝日の場合は翌日）、月末、年末年始

### 遠隔地への対応
河合・宮川の両振興事務所管内には公民館図書室は設置されているものの、飛騨市図書館のシステムとは連動していない。また飛騨市神岡図書館のある神岡町内にありながら、飛騨市立山之村小中学校の学区内では同館まで峠越えなどの交通困難を抱えている。そこでこの3地域では「飛ぶ図書館」と命名された移動図書館サービスが2016年（平成28年）より実施されている。「飛ぶ図書館」は月1回（河合振興事務所で第1木曜日に、宮川振興事務所で第3木曜日に、山之村公民館で第2木曜日に）、図書館職員が出張して貸出・返却やリクエストの受付などの図書館業務を行うものである。貸出は7冊まで、1か月間借りることができる。
移動図書館の開始に伴い、河合・宮川の両振興事務所で行っていた「広域サービス」と「山之村出張貸出」は2015年（平成27年）度末で廃止された。「広域サービス」とは、飛騨市図書館と飛騨市神岡図書館から計100冊をそれぞれの振興事務所に配架して貸し出すサービスであった。配架する本は2か月ごとに入れ替えていた。「山之村出張貸出」は2013年（平成25年）に始まり、第2木曜日に100冊程度の本を公民館に搬入して特別に1か月貸し出すサービスであった。

## 歴史

### 図書室の設置から古川町図書館まで（1950-2004）

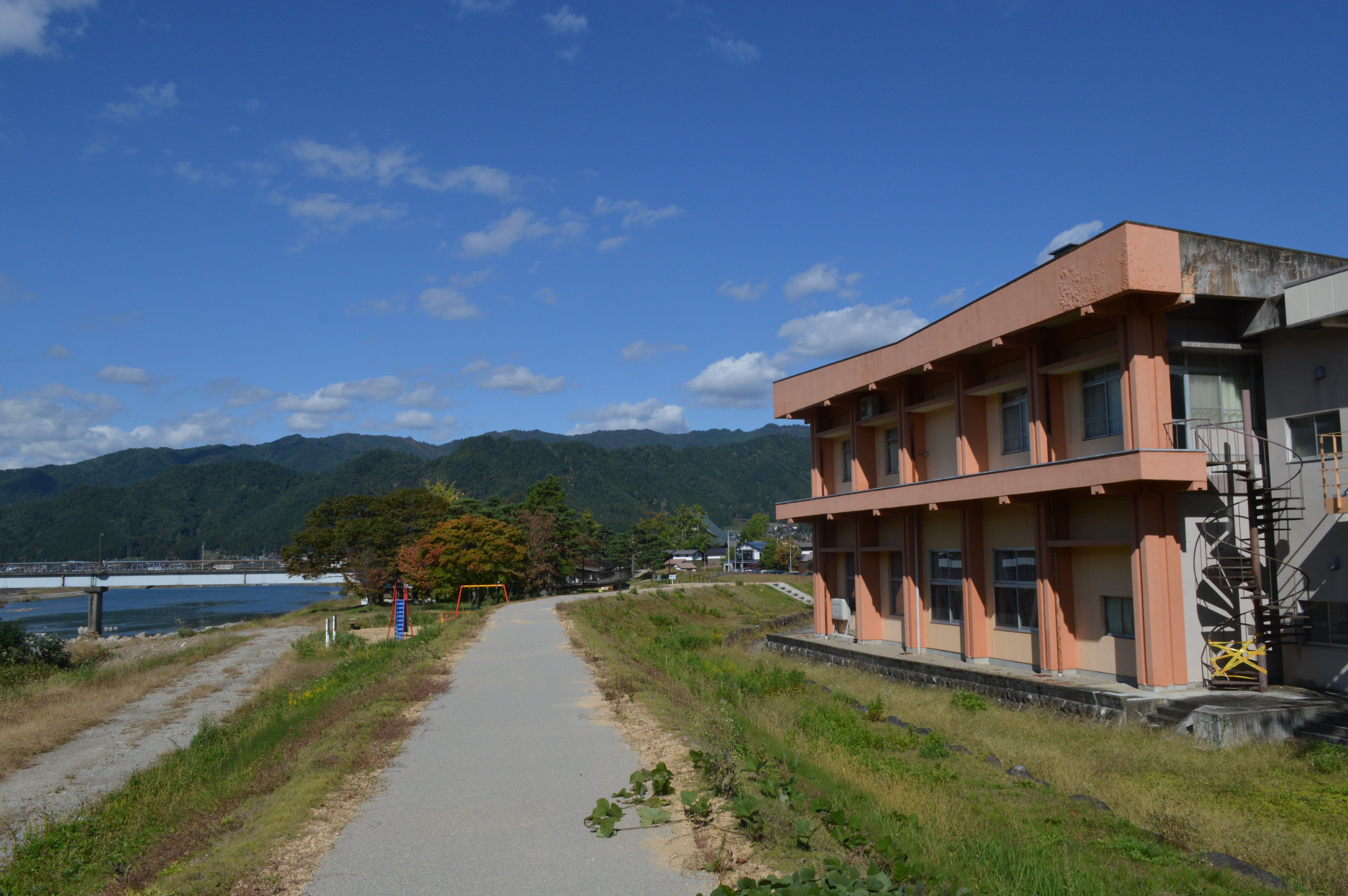
古川町公民館図書室（1967-1971）・古川町図書館（1971-1981）があった千代の松原公民館（旧古川町公民館）

飛騨市図書館の前身は、旧吉城郡古川町が設置した古川町図書館である。古川町は1950年（昭和25年）に青年会館を改築し古川町公民館に改め、館内に図書室を設け活動を開始した。それ以前から1946年（昭和21年）に円光寺境内の建物を借用して読書指導を行っており（1947年〔昭和22年〕に廃止）、1948年（昭和23年）には警察署の武道場として利用していた建物を増築して青年会館に充当した際に2階に図書室が設置されている。1955年（昭和30年）になると古川警察署が移転して空き庁舎となった建物を借用して公民館分館とし、図書室をこちらへ移転した。この図書室は青年団の奉仕活動として運営された。
1967年（昭和42年）7月には千代の松原公園に古川町公民館が新築され、その一室に古川町公民館図書室を移転した。1970年（昭和45年）6月時点の蔵書は3,738冊であった。1971年（昭和46年）7月1日に古川町図書館となった。この時から司書補を設置して本格的な図書館活動を開始し、壱之町の三島一郎から289冊の図書の寄贈を受けたり、貸し出し業務を開始するなど図書館機能が整っていった。古川町図書館を含めて、1976年（昭和51年）時点の岐阜県には8市6町1村に自治体立図書館が存在した。
図書館の機能充実とともに利用者も増え、住民の高学歴化と生涯学習の実践の点から公民館の一角では手狭となった。ちょうど1977年（昭和52年）に岐阜県立吉城高等学校が上気多地区へ移転して校舎が空いたため、これを利用して1981年（昭和56年）7月1日に古川町図書館は新装開館となった。新しい古川町図書館は飛騨古川駅南東に位置し、鉄筋コンクリート構造3階建ての独立した建物となった。当時の蔵書は約3万冊であった。1985年（昭和60年）に新日本フィルハーモニー交響楽団の指揮者として古川町を訪れたことを契機に古川町と交流を持ち、1990年（平成2年）に第2回飛騨古川音楽大賞特別功労賞を受賞した小泉和裕は、受賞時に自ら選書した音楽関係の図書約500冊を古川町図書館に寄贈し、それらは「小泉文庫」となった。
2002年（平成14年）11月から開館以来初めてとなる蔵書の整理に着手、2003年（平成15年）1月時点で42,309冊あった蔵書を最終的に約3万5千冊まで削り、残した図書にバーコードを貼り付け、2003年（平成15年）4月2日からコンピュータを利用した貸し出し業務を開始した。同時に児童書コーナーと一般書コーナーにコンピュータを3台設置し、インターネットからの蔵書検索も可能とした。同年12月2日には神岡町立図書館（後の飛騨市神岡図書館）もコンピュータを利用した貸し出しを開始し、町村合併による飛騨市発足を見据えて古川町図書館と神岡町立図書館が回線で接続された。これにより、相互の蔵書が検索可能になっただけでなく、それぞれの図書館カウンターで相手の図書館の蔵書を借りられるようになった。

### 飛騨市古川図書館（2004-2009）
2004年（平成16年）2月1日に古川町は神岡町・河合村・宮川村と合併して飛騨市になり、古川町図書館と神岡町の設置した神岡町立図書館が飛騨市に引き継がれた。古川町図書館はこの時、飛騨市古川図書館に改称した。

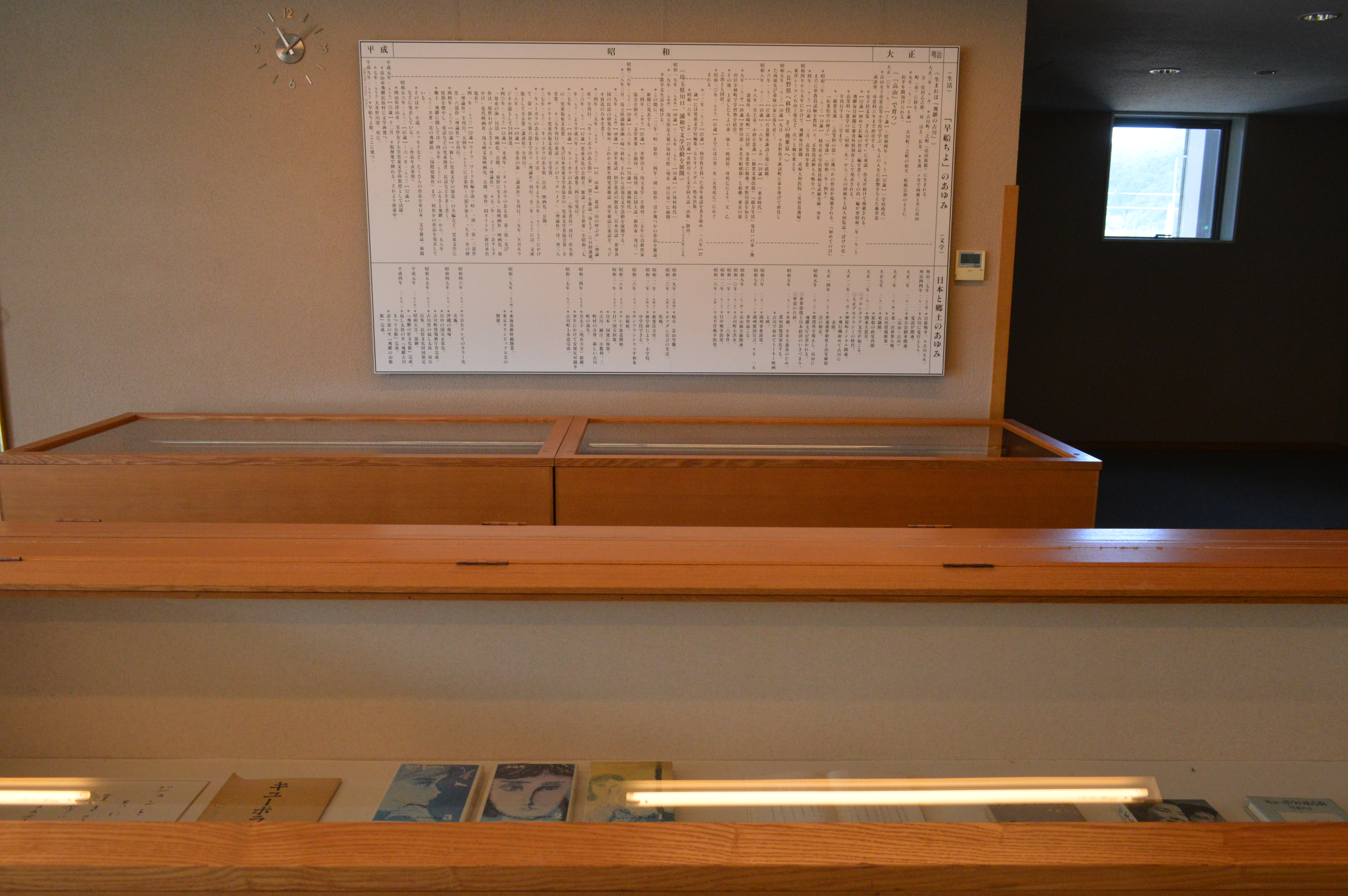
早船ちよに関する資料の常設展示

2005年（平成17年）、早船ちよの作品や蔵書を集めたコーナーが設置された。童話作家の早船は二之町生まれであり、三之町でも約半年間暮らしている。後の飛騨市図書館2階の情報フロアには早船に関する資料が展示されるようになり、2015年3月には1階の郷土資料コーナー近くに早船文庫が移設された。
2009年（平成21年）2月8日に新しく建設された飛騨市図書館への移転準備作業のため、古川図書館は閉館することになった。

### 飛騨市図書館（2009-）
古川図書館は老朽化した飛騨市立古川小学校の新築移転計画地に立地したことから、図書館についても新築移転が検討されるようになり、その計画に飛騨市議会議場の整備も盛り込まれることになった。2007年（平成19年）2月、市議会で同年度の一般会計予算案に図書館と議場の複合施設の建設予算として10億3千万円が計上され、同年5月に着工した。議場は3階に設ける予定であった。時を同じくして市民の間から建設に反対する運動が起き、5月16日には5,738人の反対署名が飛騨市に提出された。反対派の主張は「議員定数減少と厳しい財政の中、新しい議場を建設するのはおかしい」、「近代的な建物で、周囲の古い町並みと合わない」というもので、図書館の建設には賛成の市民も署名に応じている。さらに建設工事の入札では談合情報が寄せられ、落札者が情報通りであったことや、落札率（入札予定価格に対する落札額の比率）が99.33%であったことから談合疑惑があったが、飛騨市議会は落札者と契約する議案を可決し、時の飛騨市長・船坂勝美は「粛々と建設を進める」と答弁した。しかし2008年（平成20年）に市長に就任した井上久則は計画変更を検討し、議場ではなく会議室とすることで決着した。そして2009年（平成21年）7月5日に飛騨市図書館が開館した。開館当時より内田洋行の図書館システム「ULiUS」を導入してICで図書の管理を行い、自動貸出機や入館ゲートも設置された。蔵書数は約6万冊であった。
2010年（平成22年）11月22日、貸出図書の延滞者の個人情報4件が流出したことが公表された。流出先は岡山県の図書館であり、飛騨市図書館がシステム保守点検を依頼した三菱電機インフォメーションシステムズが飛騨市図書館のシステムを基に岡山でシステム設計を行ったのが原因であった。その後、同社のシステムを使用していた他の13市区町村でも流出していることが判明したが、流出した事実を公表し対象者に謝罪・説明したのが飛騨市だけであったことも明らかになっている。
2011年（平成23年）に、飛騨市は前年に交付された総務省の「住民生活に光をふりそそぐ交付金」を基金化し、それを元手に専任図書館長を一般公募した。そこで館長に採用された西山進を中心に年間10件程度だった図書館の主催行事を大幅に増やしていった。2013年（平成25年）1月には図書館の公式Facebookページを開設し、各種企画の告知を開始した。
2014年（平成26年）2月16日と2月17日に図書館問題研究会第40回研究集会を2階の「飛騨市高度情報センター情報発信室」で開催した。また同年4月13日にはシラカバの樹液を使って飲み物や石鹸を作るワークショップ（会場の提供）、10月22日にはテリー植田を招いて本の交換会「ブクブク交換」を、11月8日には東雅夫らを招いて「ふるさと怪談」トークライブin飛騨市を、いずれも2階のにじのひろばで開催した。「ふるさと怪談」トークライブは古川町読書クラブが毎年開いている「飛騨市読書大会」との共催という形で実現した。2019年（令和元年）8月、毎年飛騨まんが王国で夏合宿を行っている賢プロダクション所属の四宮豪と冨田泰代を講師とする声優体験会を開催した。
2020年（令和2年）3月26日、館長名義で4月1日より人員不足のため貸出や予約を除く図書館サービスを縮小し、開館時間も変更すると発表した。その後、コロナウイルス感染症の流行を受けて4月6日から臨時休館に入り、5月19日に館内貸出を再開した。

## 図書館の取り組み

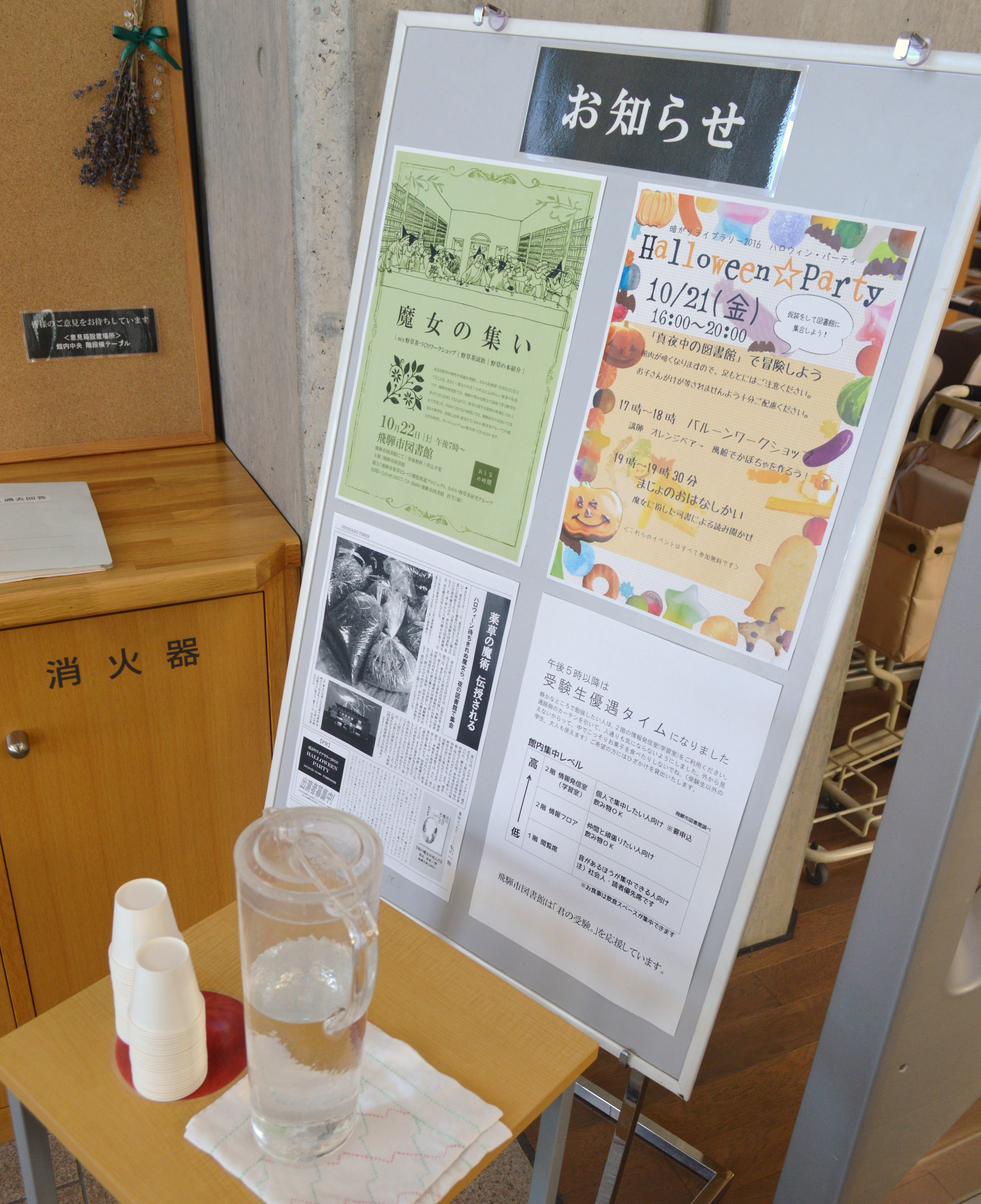
企画を紹介する掲示板

飛騨市図書館では、利用者数の減少に対して少しでも図書館に興味を持ってもらおうとさまざまな取り組みを行っている。取り組みは他の図書館の企画にアレンジを施したものが多く、職員らの発案を採用して実施している。毎日新聞は「企画のアイディアは昼休みなどに落ち着いた環境で話し合えるようにし、あえて企画会議は開かない」と報じているが、中日新聞によると月に1回「イベント会議」を開き自由にアイディアを出し合っているという。
図書館の利用者は30代以上の女性がおよそ半数を占めるという偏りがあり、特に中学生相当から20代の利用者が少ないことが課題となっている。飛騨市では「赤ちゃんからお年寄りまで一緒に利用できる図書館」を目指しており、特に子供や子育て中の両親が利用しやすい図書館にするための企画を多く行ってきた。

### 企画「おとなの時間」
飛騨市図書館では毎月第4土曜日の夜に「おとなの時間」と題した企画を行っている。2015年（平成27年）6月に始まったこの企画では過去に、「モンブラン→山岳本」などの「カフェ・ビブリオテーク」シリーズや「大人向け絵本の読み聞かせ」、「図書館ジャズライブ」、薬草を研究する「魔女の集い」などを開催し、20代から40代の若年者が読書に親しむ機会を提供することを目的としている。
2016年（平成28年）8月27日には初の試みとして「官能小説朗読ライブ」を開催した。朗読する作品が官能小説であったことからインターネットで話題となり多少の批判はあったものの、同館への直接の問い合わせはなかったという。開催にあたっては飛騨市教育委員会の公認を得ている。ライブには当初用意したソファ席が満席になり急きょ追加の席を出すなど約70人が詰めかけ、中には飛騨市長や愛知県・三重県など遠方からの参加者もいた。自前の浴衣を着た司書の3人が30分ずつ3つの作品（姫野カオルコ『正調・H物語』、川上弘美『可哀相』、谷崎潤一郎『刺青』）を朗読し、参加者はコーヒーを飲みながら静かに朗読に聞き入った。なお「官能小説朗読ライブ」は「大人の時間」の企画が立ち上がった当初より構想が温められてきたが、読み手がなかなか見つからなかったことから開催が遅れ、最終的には司書自らが読み手を務めることになった。2016年（平成28年）11月5日には、中京テレビ「オードリーさん、ぜひ会ってほしい人がいるんです。」にて官能小説朗読会が取り上げられ、朗読した司書が出演した。

### 企画「こどものじかん」
水曜日と金曜日の午前中に「こどものじかん」を開催している。子供が館内で声を出してもいいように、大きめのオルゴール音を流している。

### 季節的な行事

#### 図書館福袋
2012年（平成24年）より職員のおすすめの図書を中が見えないようにして貸し出す「図書館福袋」を開催している。福袋の中には3冊の図書が入っており、文房具などの「お年玉」も付いている。同種の企画として7月に「図書館のお中元」を実施したこともある。

#### 暗がりライブラリー
2011年（平成23年）より季節限定で、午後4時から館内照明をゆらぎ灯に変えて薄暗がりの非日常的な図書館を楽しんでもらう「暗がりライブラリー」という企画を行っている。第1回はお盆の時期（8月）に開催したものの期待したほど薄暗くならなかったため、ハロウィンの時期（10月）に変更した。ただ薄暗くするだけでなく、バルーンアートの作家によるワークショップなどの催しを同時に開催し、手作りの仮装衣装をまとった子供の来館も増えている。2016年（平成28年）は10月21日に魔女に扮した職員による絵本の読み聞かせやカボチャのバルーンアート作りなどの企画が行われ、マリオの仮装をした飛騨市長の都竹淳也をはじめとして約600人が参加した。

#### 思い出の絵本展
従来は飛騨市内の旅館・蕪水亭で2007年（平成19年）から実施していた市民団体の企画であったが、2010年（平成22年）から飛騨市図書館2階の「にじのひろば」で実施するようになり、飛騨市図書館も協力するようになった。絵本展は11月に開催され、絵本の展示を通した親子・家族・人々の交流を目的としている。主催者の市民団体は2011年（平成23年）11月にNPOの法人格を取得し、飛越交流事業補助金を活用した富山市立図書館の読み聞かせボランティアとの交流や、長野県小布施町で実施している「まちじゅう図書館」にヒントを得た「ぐるっと町ごと絵本館」という行事を行っている。

#### 積ん読大賞
2012年（平成24年）より1年間に入荷した新刊図書の中から人気本や話題本を集めて紹介する「積ん読大賞」を年末に開催している。新着図書は入荷直後に貸出希望が殺到し借りづらいが、新着書架から一般書架に移される3か月後には大抵借りやすくなることに注目し、1年間を振り返ると同時に、入荷直後に借りたかったが借りれなかった人や借りたものの読まずに返却することになった人などに好評であるという。企画としては日常的に行われている一般図書の特別展示の一部という扱いである。

### リアルしおり
飛騨市図書館は、同館オリジナルの栞（しおり）を多数制作し、貸出利用者らに配布している。2011年（平成23年）にクリスマス企画として初めて実施された。開始当初は子供向けに野菜や果物の実物写真を貼った「リアルしおり」を制作・配布していたが、2013年（平成25年）には地元企業の看板商品の写真を使った栞も制作し、地域振興と図書館利用者増を図っている。「リアルしおり」と命名したのは地元企業の栞を制作した2013年10月のことである。2016年（平成28年）春には「ヤマザキ春のパンまつり」ならぬ「春のホンまつり」を開催し、本を借りることでポイントをためて栞がもらえるキャンペーンを実施した。

## 『君の名は。』聖地巡礼

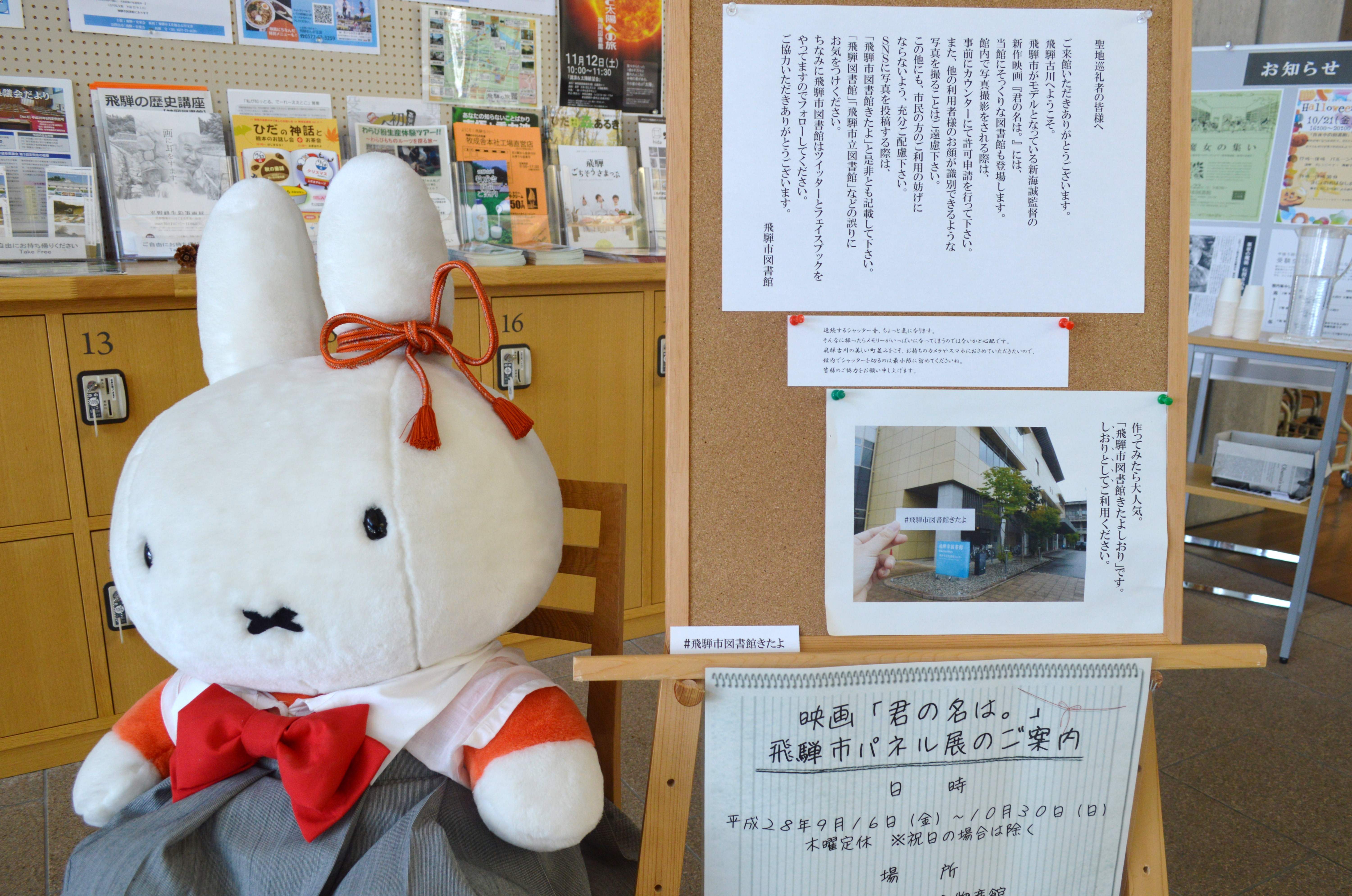
聖地巡礼者に対する注意書き

飛騨市図書館は、新海誠の映画『君の名は。』の中で、主人公の瀧が三葉の住む糸守町（いともりまち）について調べた図書館のモデルとなっている。映画が公開された2016年（平成28年）8月26日以降、同館には連日聖地巡礼にファンが訪れており、同年9月上旬の時点で平日に2 - 3組、休日に4 - 5組の来訪があったがその後10月は平日に100人、休日は300 - 500人にまで膨れ上がった。図書館にとっては想定外の事態であり、それまで調査していなかった入館者数を急きょ記録するようになった。こうした中で同館は「聖地巡礼者の皆様へ」と題した注意事項を発表したが、その内容は館内の写真撮影禁止ではなく、カウンターで許可を得た上で他の利用者の顔が識別できないように撮影してほしいというものであった。（この対応は『君の名は。』の聖地巡礼に対する特別措置ではなく、従来から撮影は可能であったという。）聖地巡礼に理解を示した同館の対応はインターネット上で称賛を受け、写真撮影に関する同館公式twitterのツイートは1,000リツイートを突破した。そして撮影した写真をインターネットで公開する場合は「飛騨市図書館きたよ」と書いてほしいとしている。映画公開日の8月26日から12月31日までに実際に館内の撮影を申し込んだ人は32,600人に達し、来館者がスマートフォンで館内の写真を撮影するという光景は飛騨市図書館の「日常」と化した。記録を取り始めた2016年（平成28年）8月から2017年（平成29年）12月までの入館者数は109,730人に上った。

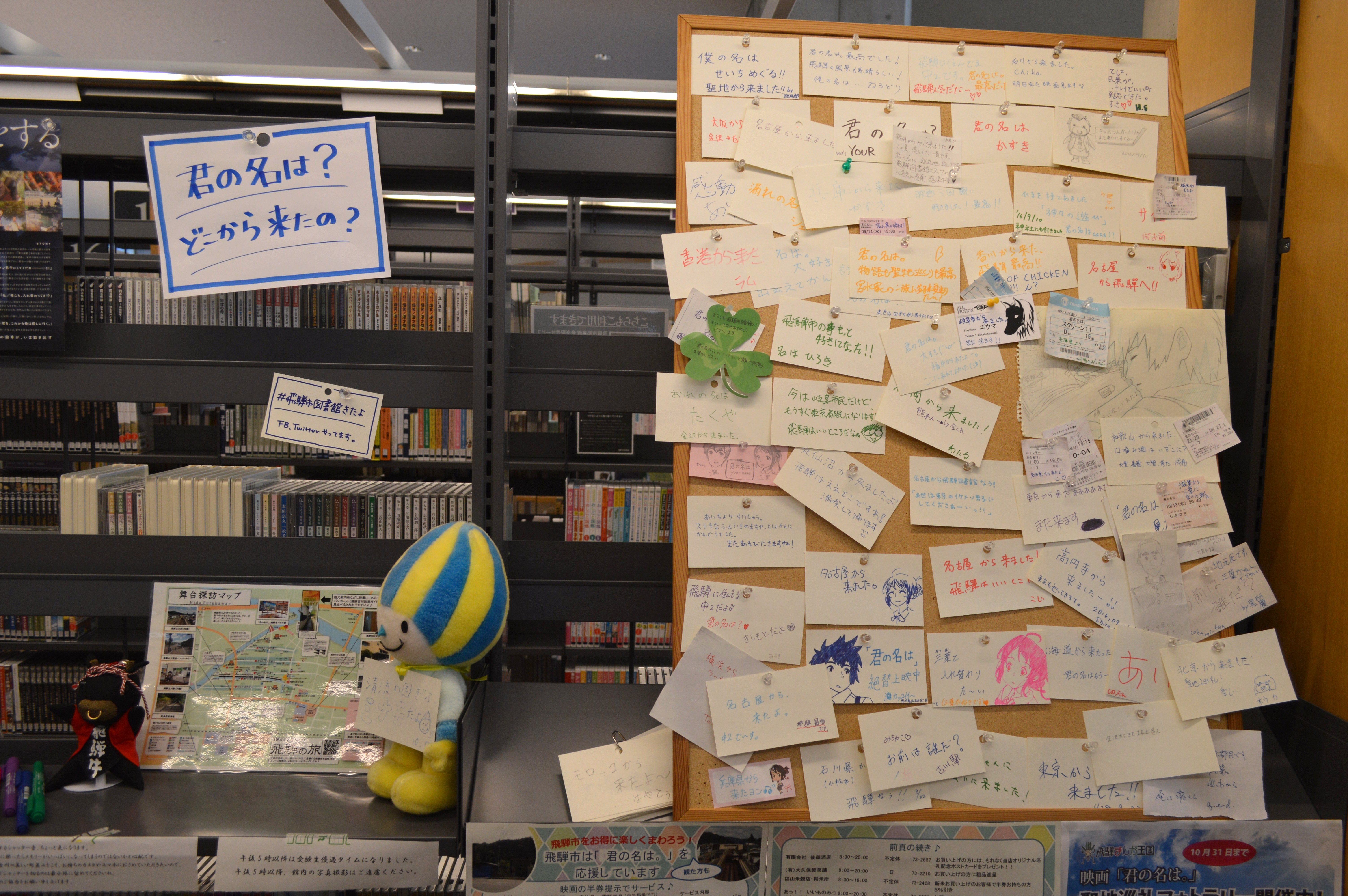
『君の名は。』特設コーナー

また、同館の一角に関連書などを集めた特設コーナーが設置された。2016年（平成28年）12月に中国大陸で『君の名は。』が公開されると中国人の巡礼者も訪れるようになり、特設コーナーにメッセージやイラストを寄せている。トレンドExpressによる新浪微博（ウェイボー）分析結果によると、中国人による2019年（令和元年）7月の日本の観光地訪問ランキングの18位に飛騨市図書館が入った。2017年（平成29年）1月18日には台湾から中国時報とETtodayが『君の名は。』の舞台の取材のために飛騨市図書館を訪れた。
撮影に関するルールを執筆した職員は『君の名は。』をまだ見ていないとwithnewsの取材に答えている（2016年9月現在）。飛騨地方にあった唯一の映画館である高山旭座は2014年（平成26年）に閉館しており、『君の名は。』を見るためには片道1時間半をかけて富山市（TOHOシネマズファボーレ富山）まで行く必要があることから、モデルとなった場所であるにもかかわらず映画を見られていない飛騨市民が多いという。飛騨市では映画公開前から上映会ができないかどうか東宝と交渉しフィルム確保等の問題から難航したが、11月6日に飛騨市文化交流センターで3回上映された。
なお『君の名は。』の聖地巡礼に関しては、「聖地」の近隣住民から騒音等の苦情があることを製作委員会が発表し、節度ある行動を求めている。